# Jurij Kowalow (lekkoatleta)
Jurij Kowalow (ur. 18 czerwca 1991) – rosyjski lekkoatleta specjalizujący się w trójskoku.
W 2010 był szósty na mistrzostwach świata juniorów, a w kolejnym sezonie wywalczył brązowy medal młodzieżowych mistrzostw kontynentu europejskiego. 
Rekord życiowy: stadion – 17,06 (26 czerwca 2011, Yerino); hala – 17,04 (2 marca 2012, Sarańsk). 

## Osiągnięcia
| Rok  | Impreza                        | Miejsce | Lokata     | Wynik |
| ---- | ------------------------------ | ------- | ---------- | ----- |
| 2010 | Mistrzostwa świata juniorów    | Moncton | 6. miejsce | 15,96 |
| 2011 | Młodzieżowe mistrzostwa Europy | Ostrawa | 3. miejsce | 16,82 |